# Media Do
Media Do Holdings Co., Ltd. (株式会社メディアドゥホールディングス, Kabushikigaisha Media Du Hōrudingusu, abrégé en Media Do) est une entreprise basée à Chiyoda à Tokyo, au Japon, créée en avril 1999. Elle stocke et distribue des livres numériques de plusieurs éditeurs japonais.
Son réseau de partenaires comprend des plates-formes telles que LINE Manga, une plate-forme de manga numérique de la deuxième application de messagerie la plus populaire en Asie, et Rakuten OverDrive, une plate-forme de gestion des droits numériques dont les ventes de livres numériques se classent au deuxième rang derrière Amazon.
Une filiale américaine, Media Do International, a été créée à San Diego en 2016.